# アンリ・ジグラー
アンリ・ジグラー（フランス語: Henri Ziegler）は、ヨーロッパの航空宇宙防衛企業エアバスの創設者の一人で初代CEOなどを務め、コンコルドプロジェクトにも大きく関わった航空産業の重鎮である。
第二次世界大戦中には、ナチス・ドイツに占領された後、レジスタンス活動に参加し、1944年に在ロンドン自由フランス軍空軍の司令官になった後、フランス国内軍（FFI）の参謀長となった。

## 生涯
エコール・ポリテクニークとフランス国立航空宇宙大学院大学（Sup'Aéro）を卒業後、フランス空軍士官とテストパイロットを務め、エアバス・インダストリー G.I.E.をロジェ・ベテイユとフェリックス・クラヒトとともに創設し初代CEOに就任した。 
1938年、the Centre d'Essais en Vol（フランス政府飛行試験センター）のアシスタント・ディレクターに任命された後、第二次世界大戦中フランスの抵抗運動のために戦った。 1944年、ロンドンの自由フランス軍空軍司令官となり、さらにマリー・ピエール・ケーニグ将軍の指揮下でフランス国内軍（FFI）の参謀長となった。
1946年から1954年にかけて、英国と米国でフランス政府の特別代表として活動しながら、エールフランスのマネージング・ディレクターも務めた。その後、en:Air Alpesの創設者や、内閣府省庁のメンバー、航空機メーカーブレゲーの社長、シュド・アビアシオンの社長、コンコルドプロジェクトリーダー、後にアエロスパシアルに改名することになるSNIASのCEO (1970–1973) を務めた。
1970年にエアバスを創設しCEOに就任、1971年から1973年まで、フランス航空宇宙産業貿易機関（Usias）のマネージングディレクターを務め、1975年にエアバスから引退した。

## 受賞歴
- レジオンドヌール勲章（グラントフィシエ）
- 大英帝国勲章（名誉コマンダー）
- ロイヤル・ヴィクトリア勲章（名誉コマンダー）
- 1973年、商用航空への貢献が認められジェフリー・ナイトとともにトニー・ジャヌス賞を受賞した。

戦闘による勲章
- クロワ・ド・ゲール勲章（1939-1945）（フランス語版）（パームの葉3枚）
- フランス・レジスタンス・メダル（フランス語版）（バラ飾り付）
- アメリカのレジオン・オブ・メリット（オフィサー）